# 阿尔努万三世
阿尔努万三世（英語：Arnuwanda III），新王国的赫梯国王。继承图特哈里四世之位，在位数年为其兄苏庇路里乌玛二世取代。